# Oximoron
Prin oximoron (plural oximoroane, din greacă ὀξύς (oxus) și μωρός (mōros)) se înțelege o figură de stil care combină doi termeni contradictorii. Termenul „oximoron” are următoarea semnificație: figură de stil care exprimă o ironie subtilă sau un adevăr usturător sub forma unei asocieri paradoxale  a doi termeni incongruenți și aparent incompatibili.
Cuvântul “oximoron” este oximoronic în sine, fiind compus din doi termeni care se opun ca semnificații: oxus (ascuțit, pătrunzător; deștept -fig.) și moros – (tocit, prost). Se aseamănă cu antiteza și paradoxul, însă poate fi considerat sinonim doar cu paradoxismul. 
De exemplu, Lucian Blaga utilizează această figură de stil în poezia Izvorul nopții, "Așa-s de negri ochii tăi, lumina mea". 
Alte exemple: splendoare invizibilă (Rimbaud), piticii uriași (V. Hugo), suferință dureros de dulce (Eminescu), dulci otrăvuri (Blaga), luminoasa umbră (Eminescu), micul om mare (T. Berger), bucurie crudă (Racine), soare negru (Baudelaire), minunată nefericire (Cyrulnik), tăcere asurzitoare (Camus), plasă caldă de răcoare (Arghezi). 

## Legături externe
- „oximoron” la DEX online